# Étienne de Byzance
Pour les articles homonymes, voir Étienne.
 (mai 2022).
Si vous disposez d'ouvrages ou d'articles de référence ou si vous connaissez des sites web de qualité traitant du thème abordé ici, merci de compléter l'article en donnant les références utiles à sa vérifiabilité et en les liant à la section « Notes et références ».
Étienne de Byzance, Stéphane de Byzance ou Stephanus Byzantinus en latin (en grec byzantin : Στέφανος Βυζάντιος / Stéphanos Byzántios) est un écrivain byzantin du VIe siècle, auteur d'un lexique géographique dédié à l'empereur Justinien vers 528–535, les Ethniques (Ἐθνικά / Ethniká).

## Biographie
Sur la base des renseignements contenus dans son œuvre, les chercheurs se bornent à dire qu'il était un grammairien constantinopolitain.
Constantin VII Porphyrogénète est le dernier érudit à avoir eu l'intégralité des Ethniques (60 livres) à sa disposition : la Souda et Eustathe de Thessalonique n'en utilisent qu'un abrégé, œuvre d'un certain Hermolaos, lui aussi contemporain de Justinien.
Étienne utilise principalement des géographes antiques, dont Ptolémée, Strabon et Pausanias, des grammairiens et des commentateurs d'Homère. Son ouvrage demeure précieux pour ses anecdotes, récits de miracles, oracles et proverbes.

## Œuvres
- Ethniques (sur la géographie, la mythologie et la religion de la Grèce antique)
- De Urbibus. Ce dernier ouvrage a fait l'objet d'une traduction commentée érudite par Thomas de Pinedo au XVIIe siècle.

Plusieurs fragments de son œuvre ont été recopiés dans d'autres ouvrages.